# Sthenognatha toddi
Sthenognatha toddi là một loài bướm đêm thuộc phân họ Arctiinae, họ Erebidae.